# 星海遊俠 (遊戲)
《星海遊俠》是tri-Ace开发、艾尼克斯1996年发行的动作角色扮演游戏，对应超级任天堂平台。游戏为星之海洋系列第一作。PlayStation Portable重制版《星海遊俠1 初次啟航》於2007年12月發行。

## 情节

### 角色
- 拉蒂斯・法瑞司（聲優：宮野真守）
- 米莉・奇利特（聲優：生天目仁美）
- 東恩・瑪爾托（聲優：伊藤健太郎）
- 羅尼契斯・J・堅尼（聲優：濱田賢二）
- 伊莉雅・施維斯特利（聲優：小林沙苗）
- 修斯・沃連（聲優：東地宏樹）
- 阿修雷・班貝爾特（聲優：若本規夫）
- 菲雅・梅爾（聲優：豐口惠）
- 悠舒亞・傑藍德（聲優：福山潤）
- 瑪薇爾・佛蘿森（聲優：桑島法子）
- 帝尼克・亞魯卡那（聲優：鈴木千尋）
- 貝爾希（聲優：田村由香里）
- 艾麗絲（聲優：植田佳奈）
- 薇爾琪・碧雅德（聲優：半場友惠）

## 开发
PlayStation Portable重制版「星海遊俠1 初次啟航」由東星軟體開發，史克威爾艾尼克斯於2007年12月發行。遊戲全部對白都加入語音，繪製新圖像，亦加入新的故事，可算是一款重新製作的新作，遊戲動畫由Production I.G製作。冒險的舞台及背景地圖都是重新製作的3D圖像，玩家可以深入走入背景，開發者城，《星海遊俠1 初次啟航》的「動畫及語音使遊戲變得更有臨場的感覺」。《星海遊俠1 初次啟航》與《星海遊俠2 第二個故事》的重製版《星海遊俠2 二次進化》於「SQUARE ENIX PARTY 2007」中一起發表。
游戏主题曲《Heart》由演唱。

## 外部連結
- （日語）星海遊俠1 First Departure 官方網站 （页面存档备份，存于）
- （日語）「星海遊俠」攤位特報 PSP版「1」及「2」的配音員對話，主題曲初披露。